# Rodolfo Vilchis
Rodolfo Vilchis Cruz (Zitácuaro, 15 settembre 1989) è un ex calciatore messicano, di ruolo centrocampista.

## Carriera
Ha giocato nella massima serie messicana.